# Arnould II de Guînes
Pour les articles homonymes, voir Arnould.
Arnould II de Guînes (avant 1160 † 1220), comte de Guines (1205-1220), fils de Baudouin II de Guînes et de Christine d'Ardres, seigneur d'Ardres, châtelain de Bourbourg, (châtellenie de Bourbourg) et seigneur de Tourcoing et d'Alost du fait de son mariage.

## Biographie
Dès son jeune âge, Arnould reçoit de son père la seigneurie d'Ardres, (seigneurs d'Ardres), héritage de sa mère Christine d'Ardres. Il est élevé à la cour de Philippe d'Alsace, comte de Flandre pour devenir chevalier. Jeune, il est témoin avec son frère Guillaume, d'une charte donnée par leur père à l'abbaye Saint-Médard d'Andres. Il est également présent lorsque vers 1170, Clément d'Autingehem, (Autingues), pair des seigneurs d'Ardres, donne à l'abbaye Saint-Médard d'Andres un tiers de la dîme de Suaueque (Zouafques), tenue en fief d'Arnould d'Ardres. Baudouin II de Guînes, comte de Guînes, ratifie ce don avec son épouse Chrétienne d'Ardres, son fils Arnould lors d'une assemblée de tous les barons du comté à Guînes.
À la Pentecôte 1182, à Ardres, il reçoit de son père l'anoblissement par une gifle. Il a pour conseiller Arnould de Cayeu, réputé pour sa vaillance. Arnold se fait ensuite un nom en combattant dans les tournois des cours princières du nord. En 1190, il reçoit de son père une somme d'argent pour lui permettre de participer à la troisième croisade, mais Arnould renonce à y participer.
Le jeune seigneur d'Ardres se montre ami des lettres et d'une grande générosité, voire prodigue à l'excès. Il se signale également par sa vaillance, comme lors du siège de Saint-Omer en 1198. C'est à sa demande que Lambert d'Ardres entreprend d'écrire sa chronique.
Après la mort de Philippe d'Alsace, le traité d'Arras (octobre 1191) confirma que le comté de Flandre perdait, au profit de Philippe Auguste tout l'ancien Boulonnais, l'ancien Ternois et le pagus Atrebatensis, sauf Douai et la partie de l'Ostrevent occidental qui en était voisine.
Le roi reçut le serment de ses nouveaux vassaux immédiats du Boulonnais et du Ternois dont le comte de Guînes.
Avant l'accès à la dignité de comte de Guînes, Arnould va s'allier à Baudouin IX, comte de Flandre, lorsque celui-ci va tenter en 1198-1199 de reprendre l'Artois donné en dot à Isabelle de Hainaut, épouse du roi de France Philippe-Auguste. L'affaire débouche sur la conférence de Péronne en janvier 1199, où les deux parties arrivent à un accord : le roi conserve les terres au-delà du Fossé Neuf, tandis que Baudouin IX garde ou recouvre Douai, Ardres, Lillers, La Gorgue, Richebourg, Aire, Saint-Omer, l’avouerie de Béthune et l’hommage du comté de Guînes.
Le père d'Arnould a arrangé son mariage avec Ide de Lorraine, héritière du comté voisin de Boulogne, veuve de  Bertold IV, duc de Zähringen. Mais en 1192 Ida est enlevée par Renaud de Dammartin, comte de Boulogne. Arnould reçoit un message d'Ide, et accourt pour la délivrer. Mais il est capturé à Verdun par des compagnons de Renaud, avec la complicité de l'évêque de Verdun Albert II de Hierges et n'est libéré que par l'entremise de l'archevêque de Reims Guillaume. Ide et Renaud se marient, se faisant ainsi les ennemis de la famille de Guînes.
Arnould se fiance avec Eustachie de Saint-Pol, fille d'Hugues IV de Campdavaine, mais va lui préférer une riche héritière Béatrice de Bourbourg. En 1200, Mathilde, comtesse de Flandre, fait valoir ses droits sur les terres de Bourbourg et d'Alost, contre Béatrice de Bourbourg, héritière de la châtellenie; Arnould qui avait épousé cette dernière avant 1198, entre en conflit avec la Flandre. En 1201, à Furnes, Arnould remporte une victoire contre les chevaliers flamands. Mathilde s'allie alors à Renaud de Dammartin, qui attaque et capture le comte de Guînes Baudouin II, en 1205. Bien que relâché un peu plus tard, Baudouin meurt des effets de sa captivité. Arnould devient le nouveau comte de Guînes.
Les premiers temps de sa domination sur le comté sont difficiles : le comté de Guînes coupe les domaines de Renaud de Dammartin qui envahit et dévaste celui-ci, avec le soutien de Philippe-Auguste. Arnould devient vassal de celui-ci en 1211 après avoir été contraint de détruire son château de Roricove et de négocier avec Renaud de Dammartin une paix de trois ans. En 1210, à Hesdin, Louis, (Louis VIII le Lion), fils du roi Philippe-Auguste, confirme la paix conclue entre ses vassaux Renaud, comte de Boulogne, et Ide sa femme d'une part, et Arnoul, comte de Guînes, et sa femme Béatrix d'autre part.
L'hommage rendu à Philippe-Auguste amena l'invasion du comté par le comte de Flandre Ferrand de Flandre qui se voulait suzerain de Guînes. Arnould se retire en terre française, laissant sa femme à Guînes. Béatrice de Bourbourg doit capituler, et le château de Guînes est rasé.
Il rend également hommage en 1206 au roi d'Angleterre Jean Sans Terre, pour les terres que son père Baudouin avait possédées en Angleterre (Jean Sans Terre avait délivré en 1204 un sauf-conduit général au profit du comte de Guînes et de ses vassaux pour circuler dans ses États) et avait ordonné qu'on laisse transporter de ses États aux domaines du comte de Guînes, les denrées, le bois et la laine destinées au comte lui-même).
Réconcilié avec Mathilde, comtesse de Flandre, Arnould négocie vers 1206 pour elle avec les insurgés de Flandre (opposition entre Ingrekins soutenus par Mathilde et Blavoetins) et ramène la paix.
À la même époque, Arnould cause des tourments à l'abbaye de La Capelle (sur la commune actuelle de Les Attaques) : en octobre 1206, le pape Innocent III charge le doyen d'Arras et l'abbé de l'abbaye du Mont Saint-Éloi de forcer le comte de Guînes à réparer les torts causés au monastère. La menace papale fait son effet : en mars 1207, Arnould déclare s'̩être réconcilié avec l'abbaye et promet de lui verser une somme de trois cents livres en indemnité des torts qu'il lui a causés.
En 1208, Arnould II accueille les moines de Canterbury, expulsés par le roi d'Angleterre Jean sans Terre, en conflit avec le pape Innocent III. Il leur donne l'hospitalité dans son château de Tournehem puis les fait conduire à Saint-Omer où l'abbaye de Saint-Bertin les reçoit.
En raison de conflits qui oppose la famille, Béatrice se sépare d'Arnould et s'installe à la cour du comte de Flandre. En 1211, Arnould rend hommage au prince Louis, le nouveau comte d'Artois, mais conserve ses distances avec la couronne. La situation change après que Dammartin, abandonné par le roi s'allie avec Ferrand, comte de Flandre, qui s'est lui-même allié avec Jean Sans Terre, roi d'Angleterre. Philippe Auguste retourne alors l’ost des chevaliers français contre le comte de Flandre et envahit ses états. Cassel, Ypres et tout le pays jusqu'à Bruges sont pris. Gand, capitale du comté est assiégée. Le 27 juillet 1214, à la bataille de Bouvines, les deux ennemis d'Arnould, le comte de Flandre et le comte de Dammartin, sont capturés. Lors de la bataille de Bouvines, Arnould fait partie de l'armée française, à l'aile droite commandée par Eudes III de Bourgogne.
Son alliance avec le roi de France lui vaut néanmoins de voir des terres possédées en Angleterre, faire l'objet de plusieurs confiscations par le roi Jean Sans Terre au profit de ses vassaux, dans le Kent et en Essex, en 1213 et 1214 : une terre dépendant du manoir de Newton, le village de Petit-Tholeshunt. Toutefois, en mars 1215, Jean Sans Terre accorde à Arnould le droit de venir dans ses États pour parler de ses domaines au monarque, à la condition qu'en débarquant, il promette de ne causer aucun tort au pays.
Après la bataille de Bouvines, Arnould, comme la plupart des seigneurs de Flandre, prend l'engagement, sous peine de devoir payer une amende plus ou moins lourde, de rester fidèle au roi de France, si le comté de Flandre ou des seigneurs de ce comté entreprennent une action contre la France.
Fidèle au roi de France, Arnould, participe à une tentative d'invasion de l'Angleterre avec le prince Louis, futur roi Louis VIII, qui débarque sur les côtes anglaises, arrive à Londres le 2 juin 1216 et prend rapidement le contrôle du sud du pays. Mais ils sont vaincus à la bataille de Lincoln, le 20 mai 1217 et rentrent en France. La même année, comme de nombreux nobles de Flandre, Arnould prend l'engagement de payer cinq cents marcs au roi de France, si un noble flamand, en l'occurrence Rase de Grave le Jeune se met en guerre contre le roi (pression faite par le roi pour que ses vassaux de Flandre s'incitent mutuellement à respecter la soumission au roi).
En 1219, Arnould participe encore avec le fils du roi de France à la croisade des Albigeois.
Arnould décède en 1220, à l'âge d'environ 63 ans. Il est inhumé dans l'église de l'abbaye Saint-Médard d'Andres.

## Mariage et descendance
Avant mars 1200 à Ardres, Arnould épouse Béatrice III de Bourbourg, fille de Gauthier de Bourbourg (famille de Bourbourg) dit le Jeune et Mathilde de Béthune. Béatrice était l'héritière de la famille de Bourbourg mais aussi de celle d'Alost, du fait de son aïeule Béatrice de Gand, dite d'Alost. Ils eurent :
- Baudouin († 1244) ;
- Robert de Guînes, vit encore en 1245, il reçoit à cette date des biens de son frère Baudouin par le testament de celui-ci mort en 1244[13] ;
- Henri ;
- Arnould de Guînes, est mentionné dans les titres de l'abbaye de Clairmarais; est probablement celui qui fonda en 1262 un monastère de guillelmites  ou blancs-manteaux à Nieulant[1], plus précisément à Scodbroec, sur le territoire d'Eringhem, paroisse dépendant de la châtellenie de Bourbourg[14] ;
- Béatrice de Guînes († vers 1244), 1re abbesse de l'abbaye de Bonham, créée par sa mère sur la commune actuelle de Sainte-Marie-Kerque ;
- Chrétienne de Guînes ;
- Mahaut de Guînes († 1262), troisième épouse d'Hugues Ier de Châtillon, Comte de Saint-Pol et de Blois. En 1244, Arnould châtelain de Tournai et seigneur de Mortagne, déclare que Mahaut comtesse de Saint-Pol, et sœur du comte Baudouin III de Guînes, a fait hommage à ce comte pour toutes les terres qu'il lui a laissées à Tourcoing et ailleurs[15] ;
- Adeline de Guînes et Béatrice dit la jeune de Guînes.

## Sources
- André Du Chesne, Histoire généalogique des maisons de Guines, d'Ardres, de Gand et de Coucy et de quelques autres familles illustres, Paris, 1632, lire en ligne.
- M. Prevost, « Arnoul, comtes de Guînes », dans Dictionnaire de Biographie française, Tome 3, 1939, Paris, Letouzey et Ané.
- Alphonse Wauters,Table chronologique des chartes et diplômes imprimés concernant l'histoire de la Belgique, 10 volumes en 11 tomes, Bruxelles, 1866 à 1904.

- (de) Cet article est partiellement ou en totalité issu de l’article de Wikipédia en allemand intitulé « Arnold II. (Guînes) » (voir la liste des auteurs).
- Généalogie Québec
- Maison de Gand
- Histoire de la Maison Royale de France, et des grands officiers de la Couronne - Par Anselme de Sainte-Marie, Ange de Sainte-Rosalie - 1733 - Page 543